# Epidendrum amazonicoriifolium
Epidendrum amazonicoriifolium är en orkidéart som beskrevs av Eric Hágsater. Epidendrum amazonicoriifolium ingår i släktet Epidendrum och familjen orkidéer. Inga underarter finns listade i Catalogue of Life.